# أشيمتو (قرية)
أشِيْمَتُو (أشمتو) قرية تقع جنوب منطقة السكوت في الولاية الشمالية من السودان، يحدها شمالاً قرية [إرو]، وجنوباً قرية واوة، وشرقاً صحراء النوبة، وغرباً نهر النيل. ومن أقرب الجزر السكانية لها جزيرة نلوتى. ويقطن القرية أبناء جزيرة أشبه التي حرقت النخيل بها، وكما أن جميع منطقة السكوت محددة بالغرق اثر مشروع سدي دال وكجبار.[بحاجة لمصدر]
- أقصى امتداد من الشمال إلى الجنوب:

حوالي 4 كلم
- أقصى امتداد من الشرق إلى الغرب:

أكثر من 2 كلم.

## النشاط السكاني
- الزراعة. وهي الحرفة الأساسية.
- الرعي.
- التجارة.
- الهجرة. وذلك إلى داخل السودان، أو إلى خارجه.

## المصدر
القرى النوبية، للدائرة الجغرافية بعبري